# Exhale (Shoop Shoop)
Vous lisez un « bon article » labellisé en 2018.
Singles de Whitney Houston
Something in Common
(1993) Count on Me
(1996)
Exhale (Shoop Shoop) est une chanson de la chanteuse américaine Whitney Houston pour la bande originale du film Où sont les hommes ? Elle sort en single le 7 novembre 1995 sous le label Arista Records. La chanson est écrite et produite par Kenneth « Babyface » Edmonds. C'est une ballade R'n'B composée dans la tonalité de do majeur dont les paroles évoquent le lâcher prise et les apprentissages de la vie. Elle reçoit des critiques positives de la part de la presse, qui relève notamment la qualité de la prestation artistique de Houston.
Aux États-Unis, elle devient la troisième chanson à démarrer directement en première place du Billboard Hot 100 ainsi que le onzième et dernier numéro un de la chanteuse. Le titre est certifié disque de platine par la Recording Industry Association of America (RIAA) pour la vente d'un million d'unités. La chanson est aussi numéro un au Canada et en Espagne. Elle atteint le top 10 en Finlande, en Nouvelle-Zélande, aux Pays-Bas et en Suède ainsi que le top 20 en Australie, en Autriche, en Belgique, en Irlande, en Norvège, au Royaume-Uni et en Suisse. Lors de la 39e cérémonie des Grammy Awards, elle est nommée dans quatre catégories dont le Grammy Award de la chanson de l'année et remporte le prix du Grammy Award de la meilleure chanson R&B. L'œuvre musicale est aussi distinguée par d'autres institutions de l'industrie musicale.
Le clip vidéo, réalisé par Forest Whitaker, est un mélange de gros plans de Houston et de scènes issues d'Où sont les hommes ? Houston interprète la chanson lors de la 39e cérémonie des Grammy Awards et dans l'émission spéciale Classic Whitney Live from Washington, D.C. en octobre 1997. Elle interprète par la suite sa chanson dans trois tournées et dans divers concerts.

## Genèse
En 1994, la chanteuse américaine Whitney Houston signe un contrat avec la société de production cinématographique 20th Century Fox pour interpréter le rôle de Savannah Jackson dans Où sont les hommes ?, un film inspiré du roman éponyme de Terry McMillan. Au départ, elle n'accorde que peu d'intérêt à l'enregistrement d'une chanson pour la bande originale, préférant se concentrer sur son rôle d'actrice. Le réalisateur, Forest Whitaker, recourt au service de l'auteur-compositeur Babyface pour écrire et produire la musique du film et la bande originale,. Le compositeur et la chanteuse entament une nouvelle collaboration artistique après leur rencontre en 1990 pour l'élaboration de l'album I'm Your Baby Tonight. Bien que Babyface ait rendu visite à Houston sur le tournage du film et essayé de la convaincre, elle est déterminée à ne pas enregistrer de chansons pour la bande originale. Elle change finalement d'avis après avoir entendu une chanson de Babyface qu'elle aimait. Lors d'une interview pour Fred Bronson, Babyface explique la genèse de la chanson : « Quand Whitney a entendu la chanson pour la première fois, elle pensait que j'avais pété les plombs — Je ne trouvais plus mes mots. Et finalement, elle avait raison. Je n'arrivais pas à trouver quelque chose pour ce rôle particulier. Comme s'il fallait que ça groove. Mais cela ne pouvait pas avoir de groove sans voix, c'est pourquoi j'ai commencé à fredonner la mélodie et voilà ce qui s'est passé. Les "shoops" sont venus tout seuls. Ça rendait si bien que je me suis dit : "Pourquoi pas ?" Ça n'avait pas besoin d'avoir du sens. » Vingt ans plus tard, lors d'une interview accordée à l'hebdomadaire américain Billboard, le compositeur révèle que le tempo de la chanson lui est venu en écoutant le tempo lent de Streets of Philadelphia, une œuvre de Bruce Springsteen.
Babyface produit la chanson qui sort en single le 7 novembre 1995 sous le label Arista Records,. La face B comprend quatre chansons : Dancin' on the Smooth Edge — qui était au départ la face B de All the Man That I Need (1991) —, Moment of Truth, Do You Hear What I Hear ? — que Houston a enregistré pour la compilation A Very Special Christmas Album en 1987 — et un duo avec Aretha Franklin, It Isn't, It Wasn't, It Ain't Never Gonna Be (1989). Plus tard, Exhale (Shoop Shoop) fera partie des compilations Whitney: The Greatest Hits (2000), Love, Whitney (2001), The Ultimate Collection (2007), The Essential Whitney Houston (2011) et I Will Always Love You: The Best of Whitney Houston (2012),.

## Structure musicale
Exhale (Shoop Shoop) est une ballade R'n'B, composée dans la tonalité de do majeur. La chanson a une mesure en 4/4 et un tempo de 80 pulsations par minute. Elle suit la séquence fa(add8)–do/mi–ré mineur6–do comme progression d'accords tandis que la gamme vocale de Houston s'étend entre les notes sol2 et ré5. La chanson est accompagnée de cordes et de clochettes tandis que son arrangement musical donne une atmosphère détendue. Selon Steve Knopper de Newsday, les clochettes font penser aux grelots de Noël et les adlibs de Houston façonnent le refrain. Le refrain répète la phrase « shoop de shoop ».
Selon Bronson, la chanson résume la philosophie du film. Ted Cox, auteur du livre Whitney Houston, partage cette opinion en soulignant que la qualité apaisante de la chanson s'ajuste parfaitement à la forme et à l'ambiance du film. Il dit que la chanson a un « groove lent » qui caractérise le morceau le plus détendu de la carrière de Houston. The Miami Herald considère la chanson comme un modèle de « soul raffinée et décontractée », et Kyle Anderson de MTV la qualifie de « douceur onctueuse » avec un « groove fortement attirant ». Trouvant l'instrumentation « caressante », Larry Flick de Billboard écrit que la performance de Houston est encore plus empreinte de soul qu'auparavant, avec plus de « diversité vocale ». Stephen Holden du New York Times commente que la chanson rappelle les girl groups des années 1960.

## Accueil

### Critique
Depuis le début de sa carrière, Whitney Houston est critiquée pour ne pas intégrer de soul dans sa voix. C'est pourquoi Exhale (Shoop Shoop) reçoit des critiques positives ; la plupart d'entre elles complimentent la prestation « mélancolique » de la chanteuse et sa maturité vocale. Jean Rosenbluth du Los Angeles Times fait l'éloge de la chanson en disant : de « l'élégante Exhale (Shoop Shoop) [...] émane une maturité sans recourir constamment aux grandes voix qui caractérisent les disques R&B visant un public adulte ». Geoffrey Himes du Washington Post écrit : « Résonnant comme quelqu'un qui a vidé ses poumons après avoir retenu sa respiration pendant un long moment, Houston apporte une maturité surprenante et un ton désenchanté à la chanson ». Robert Hilburn, critique du Los Angeles Times, note la réussite de Babyface dans la chanson, commentant : « il ramène Houston sur Terre en échangeant son exubérance vocale habituelle contre une chaleur convaincante ». Larry Flick du Billboard trouve que la chanson est « une ballade surprenante et sous-estimée avec de la soul et bien plus de couleurs vocales intéressantes que tout ce que les cris peuvent fournir ». Le Rome News-Tribune écrit que « Exhale a un charme décontracté et contagieux » et que Houston « livre une voix mélancoliquement détendue ». Anthony Violenti du Buffalo News délivre une critique positive en écrivant que la voix de Houston est enivrante. The Atlanta Journal-Constitution trouve la chanson « simple et sous-estimée ». Néanmoins, Steve Knopper du Newsday écrit que la chanson est « irrésistiblement attrayante » mais en même temps irritante. À l'inverse, Patricia Smith du Boston Globe écrit que les « Shoop Shoop » sont ennuyeux. En faisant une critique de la compilation Whitney: The Greatest Hits (2000), Christine Galera du Orlando Sentinel exprime également son aversion pour la chanson en déclarant que des chansons de Waiting to Exhale comme Exhale (Shoop Shoop) et Why Does It Hurt So Bad sont trop détendues.

### Commercial
Le 25 novembre 1995, Exhale (Shoop Shoop) débute en première place du Billboard Hot 100 et du Hot R&B Singles en se vendant à 125 000 exemplaires. Il devient le troisième single à effectuer cela après You Are Not Alone (1995) de Michael Jackson et Fantasy (1995) de Mariah Carey,. La chanson devient le onzième numéro un de Houston dans le Hot 100 et le septième dans le Hot R&B ; c'est le dernier numéro un de Houston dans le Hot 100,. Elle reste numéro un pendant une semaine avant d'être remplacée par One Sweet Day de Mariah Carey et Boyz II Men. Elle conserve sa seconde place pendant onze semaines, du 2 décembre 1995 au 10 février 1996, établissant le record du plus grand nombre de semaines en seconde position,. Dans le Hot R&B Singles, elle reste numéro un pendant huit semaines, devenant la seconde performance la plus longue de Houston après I Will Always Love You (1992) qui est restée numéro un pendant onze semaines. La chanson atteint la cinquième place du Billboard Adult Contemporary et est présente dans le classement pendant 26 semaines. Le single termine ainsi en quatorzième et dix-huitième positions des classements annuels du Hot 100 et Hot R&B Singles,. Il s'est vendu à 1 500 000 exemplaires aux États-Unis et est certifié disque de platine par la Recording Industry Association of America (RIAA) pour la vente d'une million d'exemplaires 3 janvier 1996,,. L'album dont il est extrait, Waiting to Exhale: Original Soundtrack Album, se maintient cinq semaines au Billboard 200 et se vend à plus de sept millions de copies. Au Canada, la chanson entre à la 90e position du classement RPM le 13 novembre 1995. Elle devient numéro un huit semaines plus tard et devient ainsi le huitième numéro un de Houston au Canada. Elle finit en vingtième position du classement annuel de 1996.
Dans d'autres pays, la chanson a eu moins de succès. Au Royaume-Uni, elle entre dans le classement du 18 novembre 1995 à la onzième place. La semaine suivante, elle descend en seizième place et suit cette tendance jusqu'à sortir du hit-parade. Selon MTV, le single se serait vendu à 100 000 exemplaires. Aux Pays-Bas, la chanson se classe en septième position et reste onze semaines dans le hit-parade. Elle termine à la 79e place du classement annuel. En Australie, le single entre en trentième position le 10 décembre 1995. La semaine suivante, il atteint la 18e place avant de redescendre. En Suisse, Exhale (Shoop Shoop) entre au seizième rang du hit-parade le 10 décembre 1995. Elle atteint la treizième place trois semaines plus tard. La semaine suivante, elle retombe en seizième position et quitte le classement au 49e rang le 24 mars 1996. La chanson arrive quatrième en Nouvelle-Zélande, sixième en Finlande et dixième en Suède. Dans d'autres pays, la chanson atteint le top 20 comme en Norvège (14e), en Autriche (15e), en Wallonie (16e) et en Irlande (16e). Dans quelques autres régions, la chanson n'atteint que le top 40 comme en Flandre (22e), en France (23e) et en Allemagne (26e).

### Distinctions
Lors de la dixième cérémonie des Soul Train Music Awards, Exhale (Shoop Shoop) remporte le prix du « Meilleur single R&B/Soul féminin » et est nommée dans la catégorie « Meilleure chanson R&B/Soul ou rap »,,. Houston remporte deux National Association for the Advancement of Colored People (NAACP) Image Adwards dans les catégories « Chanson exceptionnelle » et « Artiste féminine exceptionnelle » lors de la 27e cérémonie qui a eu lieu le 23 avril 1996,. La chanson est nommée dans la catégorie « Meilleure chanson de film » lors de la cinquième cérémonie des MTV Movie Awards ainsi que dans la catégorie « Meilleur single R&B/Soul – Solo » lors de la seconde cérémonie des Soul Train Lady of Soul Awards le 9 septembre 1996. La chanson reçoit quatre nominations lors de la 39e cérémonie des Grammy Awards le 26 février 1997 dans les catégories « Chanson de l'année » (Babyface), « Meilleure chanson R&B » (Babyface), « Meilleure chanson écrite pour un film, une série télévisée ou tout autre média » (Babyface) et « Meilleure prestation vocale R&B féminine » (Houston). Elle remporte le prix « Meilleure chanson R&B, ». Kenneth « Babyface » Edmonds remporte le Broadcast Music Incorporated (BMI) Pop Music Award lors de la 45e cérémonie qui a eu lieu le 13 mai 1997.

## Clip
| Vidéo externe |                                                                              |
|               | Clip vidéo de Exhale (Shoop Shoop) sur la chaîne YouTube de Sony Music Vevo. |

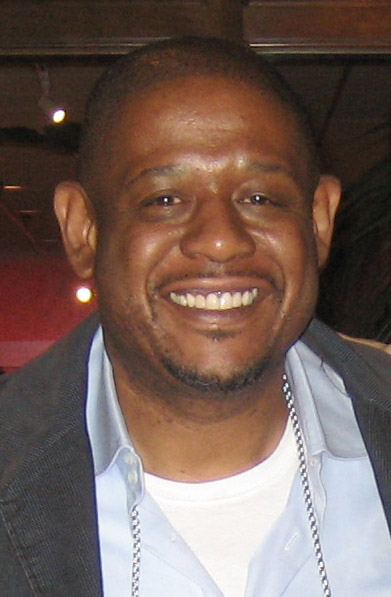
Houston demanda directement au réalisateur et acteur Forest Whitaker (photographie) de réaliser le clip de la chanson.

Le clip de Exhale (Shoop Shoop) est réalisé par Forest Whitaker, le réalisateur du film Où sont les hommes ?. Le clip présente principalement des plans sur Houston en train de chanter. Le clip est entrecoupé de scènes du film. Dans le making of du clip de Exhale (Shoop Shoop), diffusé sur la chaîne japonaise NHK-BS2, Houston dit : « Je voulais [Whitaker] qu'il fasse cette vidéo. Il m'a dit « ouais ». Je lui ai demandé : « Es-tu sûr de pouvoir la faire ? Parce que tu as beaucoup de choses à faire ». Il m'a répondu : « Je pense que je peux faire ça ». J'étais un peu angoissée parce que je savais qu'il travaillait dur ».
Selon Houston, la chanson est directe, c'est pourquoi elle veut que le clip soit également direct et se concentre sur son apparence et les paroles. Whitaker exprime également la même opinion. Il explique : « J'ai vu le clip. [...] C'est un truc qu'elle a, vous savez, je suppose que les gens diraient que c'est une sorte de charisme qui monte en flèche. [...] C'est superbe. [...] C'est magique, c'est spirituel ». Le clip est diffusé sur MTV pour la première fois le 10 octobre 1995. Selon Marla Shelton, une journaliste de Camera Obscura, un journal sur le féminisme et l'analyse de film, « l'originalité du concept du clip s'arrête avec la coiffure de Houston car sa simplicité austère souligne la politique "moralisatrice" du film ». Lorsque le film sort au cinéma, le clip est diffusé en tant que bande-annonce avant le début du film dans 450 salles de General Cinema.

## Interprétations scéniques

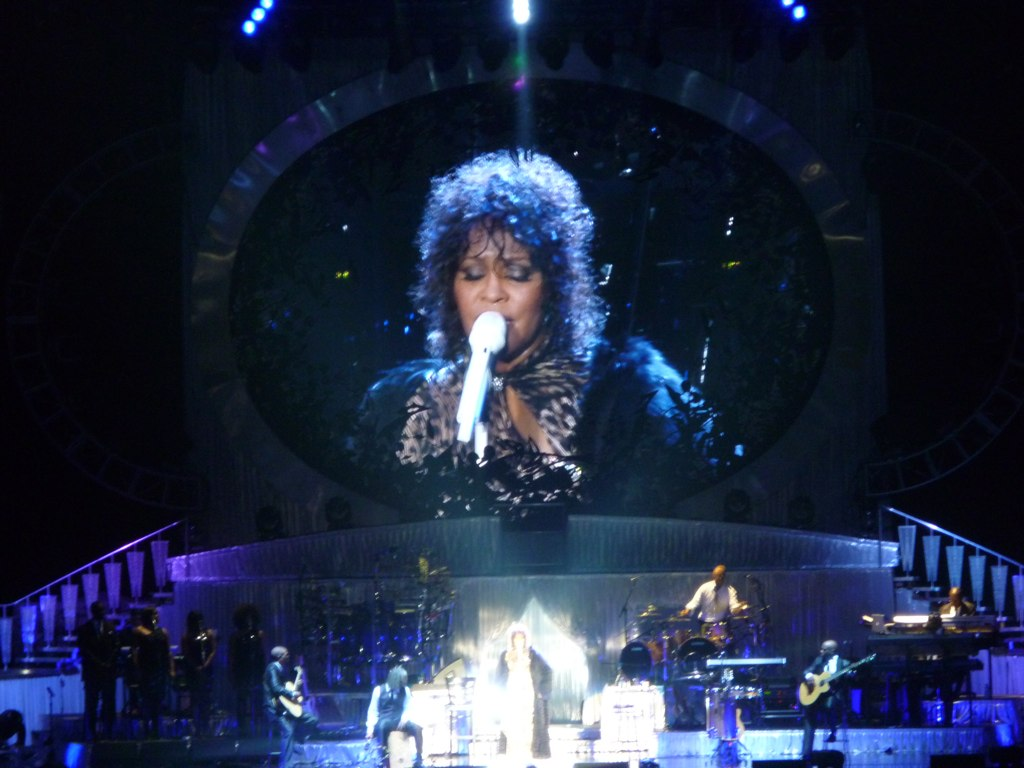
Houston en concert à Milan lors de la tournée Nothing But Love World Tour en 2010.

Houston interprète Exhale (Shoop Shoop) plusieurs fois entre 1996 et 2009. En février 1997, lors de la 39e cérémonie des Grammy Awards, la chanteuse l'interprète en troisième partie du Waiting to Exhale Medley composé de Sittin' Up in My Room de Brandy, Not Gon' Cry de Mary J. Blige, Exhale (Shoop Shoop) de Houston et Count on Me de Houston, CeCe Winans, Brandy, Blige, Chaka Khan et Aretha Franklin,. Houston interprète la chanson en direct lors de l'émission spéciale Classic Whitney Live from Washington, D.C. diffusée sur HBO les 3 et 5 octobre 1997. Elle fait sa prestation en solo et rajoute des ad-libs dans le refrain. Elle est rejointe par BeBe Winans, Monica et Shirley Caesar qui était assise dans le public et invitée sur scène par Houston. Elle interprète la chanson lors de sa tournée The Pacific Rim Tour (1997) ainsi que dans sa tournée mondiale My Love Is Your Love World Tour (1999) pour promouvoir son album studio My Love Is Your Love (1998). En avril 2000, elle interprète la chanson pour le 25e anniversaire du label Arista Records. Elle est accompagnée d'un groupe de sept personnes, d'un orchestre de 14 cordes et de quatre choristes. Elle commence par dire « Nous avons tous besoin de respirer parfois » avant de chanter. La chanson est incluse dans la programmation de sa tournée Nothing but Love World Tour (2010) pour promouvoir son album I Look to You (2009).

## Reprises
Babyface interprète la chanson avec Beverly Crowder lors du MTV Unplugged du 18 octobre 1997. La prestation paraît en CD en novembre 1997 ainsi qu'en DVD et cassette VHS en août 2001 sous le nom MTV Unplugged NYC 1997,,. En avril 2012, en guise d'hommage après la mort de Houston, le chanteur Robin Thicke reprend la chanson et sort cette version en single,. Lors de l'édition 2015 des Soul Train Music Awards, la composition originale de Babyface est reprise par Fantasia Barrino,.

## Versions officielles
| 1. | Exhale (Shoop Shoop)                                                     | 3:25 |
| 2. | Dancin' on the Smooth Edge                                               | 6:19 |
| 3. | Moment of Truth                                                          | 4:40 |
| 4. | Do You Hear What I Hear?                                                 | 3:32 |
| 5. | It Isn't, It Wasn't, It Ain't Never Gonna Be (Duet with Aretha Franklin) | 4:51 |

| 1. | Exhale (Shoop Shoop)       | 3:25 |
| 2. | Dancin' on the Smooth Edge | 6:19 |

| 1. | Exhale (Shoop Shoop)     | 3:25 |
| 2. | Do You Hear What I Hear? | 3:32 |
| 3. | Moment of Truth          | 4:40 |

| 1. | Exhale (Shoop Shoop)                                                     | 3:25 |
| 2. | Dancin' on the Smooth Edge                                               | 6:19 |
| 3. | It Isn't, It Wasn't, It Ain't Never Gonna Be (Duet with Aretha Franklin) | 4:51 |

## Crédits
Crédits issus du livret du single Exhale (Shoop Shoop).
| Exhale (Shoop Shoop) - Kenneth « Babyface » Edmonds – auteur, producteur - Whitney Houston – chant Dancin' on the Smooth Edge - David Lesley – auteur - Robbie Long – auteur - Narada Michael Walden – producteur, arrangement vocal - Whitney Houston – chant Moment of Truth - David Paul Bryant – auteur - Jan Buckingham – auteur - Narada Michael Walden – producteur - Whitney Houston – chant | Do You Hear What I Hear - Gloria Shayne Baker – auteur - Noël Regney – auteur - Jimmy Iovine – producteur - Whitney Houston – chant It Isn't, It Wasn't, It Ain't Never Gonna Be - Albert Hammond – auteur - Diane Warren – auteur - Narada Michael Walden – auteur - Aretha Franklin – chant - Whitney Houston – chant |

## Classements et certifications
| Classement (1995-96)                    | Meilleure position |
| --------------------------------------- | ------------------ |
| Allemagne (Media Control AG)            | 26                 |
| Australie (ARIA)                        | 18                 |
| Autriche (Ö3 Austria Top 40)            | 15                 |
| Belgique (Flandre Ultratop 50 Singles)  | 22                 |
| Belgique (Wallonie Ultratop 50 Singles) | 16                 |
| Canada (RPM)                            | 1                  |
| Espagne (AFYVE)                         | 1                  |
| Finlande (Suomen virallinen lista)      | 6                  |
| France (SNEP)                           | 23                 |
| Irlande (IRMA)                          | 16                 |
| Japon (Oricon)                          | 61                 |
| Norvège (VG-lista)                      | 14                 |
| Nouvelle-Zélande (RMNZ)                 | 4                  |
| Pays-Bas (Nederlandse Top 40)           | 7                  |
| Royaume-Uni (UK Singles Chart)          | 11                 |
| Suède (Sverigetopplistan)               | 10                 |
| Suisse (Schweizer Hitparade)            | 13                 |
| États-Unis (Hot 100)                    | 1                  |
| États-Unis (R&B/Hip-Hop Songs)          | 1                  |
| États-Unis (Adult Contemporary)         | 5                  |

| Pays (1995)                   | Position |
| ----------------------------- | -------- |
| Belgique (Wallonie)           | 97       |
| Suède                         | 87       |
| Pays (1996)                   | Position |
| Canada                        | 20       |
| Pays-Bas                      | 79       |
| États-Unis Billboard Hot 100  | 14       |
| États-Unis Hot R&B Singles    | 18       |
| États-Unis Adult Contemporary | 16       |

| Pays (1999) | Position |
| ----------- | -------- |
| États-Unis  | 52       |

| Pays       | Ventes      | Certification |
| ---------- | ----------- | ------------- |
| États-Unis | 1 000 000 + | Platine       |